# Kapten Hanssons hus
Kapten Hanssons hus (även Cofferdicaptainens hus) är en byggnad i stadsdelen Majornas 1:a rote i Göteborg. Byggnaden uppfördes av sjökaptenen Elias Hansson år 1850. Den låg ursprungligen vid Karl Johansgatan, men hotades av rivning och flyttades år 1953 till Chapmansgatan 5.

## Historia
I en liten stuga vid Allmänna vägen i Majorna bodde år 1760 båtsmannen Anders Kiellman, som i april samma år avseglade med Svenska Ostindiska Companiets skepp Riksens Ständer från Klippan i Göteborg. Han kom under resan att avlida av rödsot i Kanton i Kina, men familjen kunde behålla byggnaden och tomten. Änkan Anna avled år 1777 och döttrarna tog över ägandet. Torpet "Kiellestad" under Älvsborgs Kungsladugård såldes år 1787 till sjömannen Bengt Biörkelund och änkan Anna Berg, vilka ägde det fram till dess att det kom i smeden Magnus Levanders ägo år 1829. Den 18 januari 1850 såldes huset till sjökaptenen Elias Hansson för 566 riksdaler och 32 skilling.
Torpet var nedslitet och kapten Hansson lät uppföra en ny byggnad. I anmälan till brandförsäkring den 26 september 1851 beskrivs ett bostadshus och ett tvättkök beläget i söder på sju alnars avstånd. Huset stod på ofri grund, men köptes loss av kapten Hansson. När kapten Hansson och hans hustru Brita dött ägdes det av sonen, redaren Pontus Hansson, som dog år 1909. Hans änka Anna Hansson bodde kvar och hyrde ut undervåningen till Myrornas barnhem. Fastigheten kom att ägas av familjen Hansson i 66 år och såldes den 9 mars 1917 till maskininspektören Carl Anton Berglund.
Berglund sålde i början av 1950-talet huset, som hade adress Karl Johansgatan 88, till AB Turitz & Co, som skulle riva det för att uppföra ett affärs- och bostadshus på tomten.  Rivningshotet uppmärksammades i Göteborgs Handels- och Sjöfartstidning, vilket startade en bevarandedebatt, och det föreslogs att huset skulle flyttas upp på Timmermansplatsen och bli en välbehövlig samlingslokal. Ett intresse för detta förslag fanns även hos stadens fastighetskontor och hos Turitz & Co. Resultatet blev att staden svarade för flyttning, nyinredning och ny tomt, medan Turitz & Co skänkte huset och det blev en samlingslokal för Sällskapet Länkarna. Flytten av huset cirka 125 meter till Chapmansgatan 5 (Hellstedtsplatsen 5) skedde i februari–mars 1953 och tog ungefär 14 dagar.

## Byggnaden
Byggnaden är i en våning med inredd vind och en stor frontespis, samt källare, ursprungligen i sten. Huset beskrevs i brandförsäkringshandlingarna som 25,5 alnar långt och 15 alnar brett, uppfört i timmer och brädfodrat. Det är försett med tegeltäckt sadeltak och två skorstenar. Undervåningen bestod av en stor sal, två boningsrum, kök, skafferi och tambur. Rummen hade franska tapeter och kakelugnar. På övervåningen fanns två rum i frontespisen, ett gavelrum och kök.
Efter flytten år 1953 inreddes huset för Sällskapet Länkarnas verksamhet med en stor samlingslokal i första våningen och vaktmästarbostad, två expeditionsrum och ett sjukrum i andra våningen. Enligt kommunens bevaringsprogram från 1987 är "byggnaden ett värdefullt exempel på de relativt stora bostadshus som byggdes längs Karl Johansgatan (f.d. Allmänna Vägen) före 1860-talet".
Byggnaden ägs och förvaltas av det kommunala bolaget Higab.

## Gatunamn
Båtsman Kiellmans torp Kiellestad lever kvar i gatunamnet Kjellestadsgatan i stadsdelen Kungsladugård.